# Justyna Bargielska

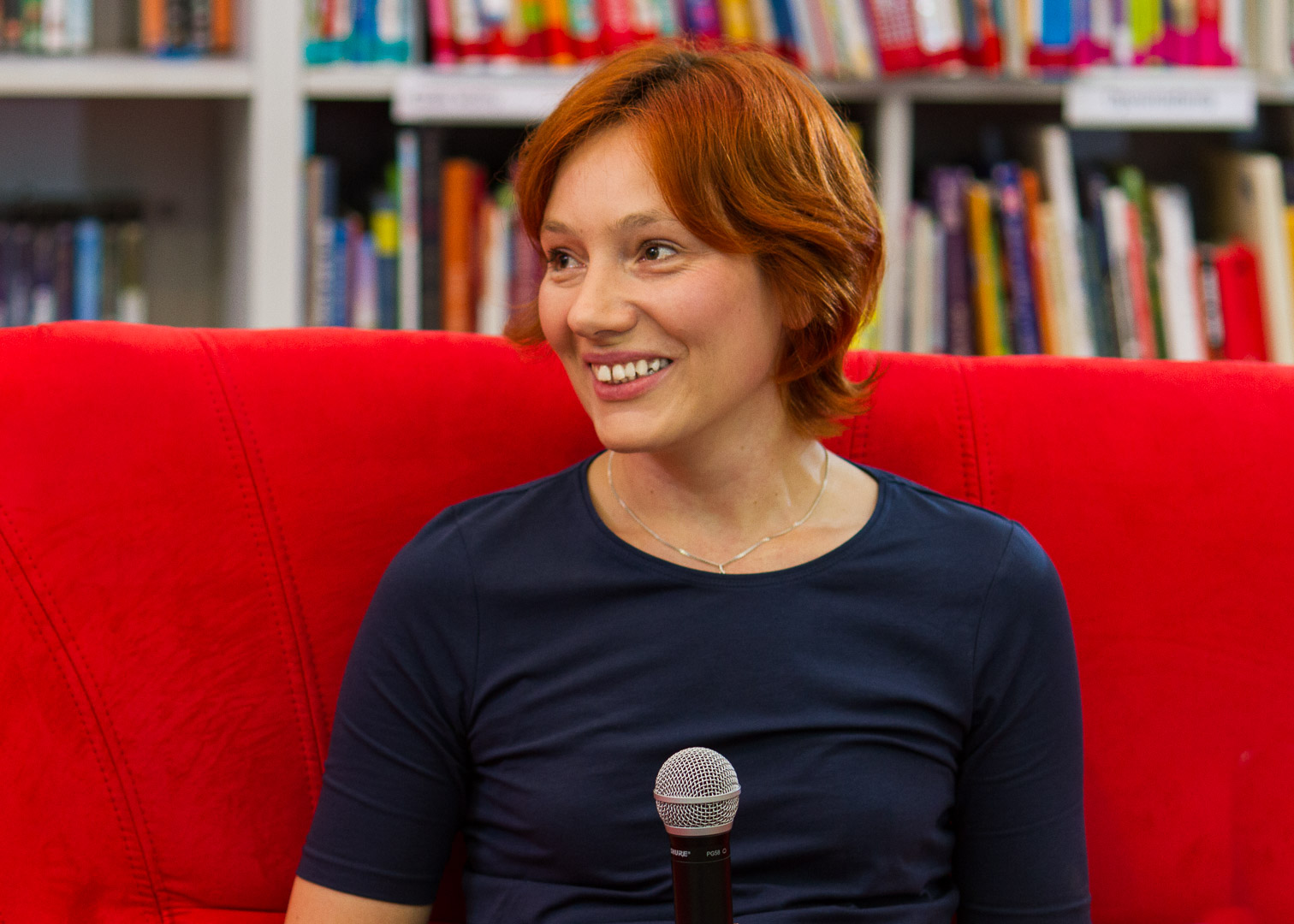
Justyna Bargielska (2015)

Justyna Bargielska (* 7. Juli 1977 in Warschau) ist eine polnische Dichterin, Prosaschriftstellerin und Dramatikerin.

## Leben
Bargielska legte das Abitur in Warschau ab und begann mehrere Studiengänge, die sie nicht weiterführte. In den folgenden Jahren arbeitete sie als Verkäuferin.
1998 schloss sie sich der literarischen Gruppierung um pl.hum.poezja auf Usenet an. 2001 gewann sie den Rainer-Maria-Rilke-Wettbewerb für Lyrik. 2002 debütierte sie mit Gedichten, die in der Zweimonatsschrift Studium veröffentlicht wurden.
Von 2006 bis 2009 arbeitete sie in einer Warschauer Lokalzeitung. Seit 2010 leitet sie Schreibworkshops an der Jagiellonen-Universität in Krakau.
Ihre Gedichte, Artikel und Feuilletons wurden in der Zeitschrift Odra, der Zeitung Tygodnik Powszechny und den Monatszeitschriften Znak und Ruch Muzyczny veröffentlicht.
Sie lebt in Warschau.

## Werke

### Dichtung
- Dating sessions, 2003
- China shipping, 2005
- Dwa fiaty, 2009 (Gewinner des Literaturpreises Gdynia 2010)
- Beach for my baby, 2012 (nominiert für den Nike-Literaturpreis 2013, den Wisława-Szymborska-Preis 2013 und den Breslauer Lyrikpreis Silesius 2013)
- Szybko przez wszystko. Trzy zbiory wierszy: Dating sessions, China shipping in Dwa fiaty, 2013
- Nudelman, 2014
- Selfie na tle rzepaku, 2016

### Prosa
- Obsoletki, 2010 (Gewinner des Literaturpreises Gdynia 2011; nominiert für den Nike-Literaturpreis 2011 und Paszport Polityki 2011)
- Marcin i pełnia w zoo, 2012
- Małe lisy, 2013 (nominiert für den Nike-Literaturpreis 2014)
- Obie, 2016
- Siedem pierwszych przygód Rozalii Grozy, 2016

### Dramen
- Clarissima, 2014
- Moja pierwsza śmierć w Wenecji, 2015

### Hörspiele
- Calineszka, 2015